# نیتروژن اکسید
نیتروژن اکسید می‌تواند  ترکیبی دوتایی از نیتروژن و اکسیژن، یا آمیخته‌ای از چنان ترکیباتی باشد:

## بار خنثی
- نیتریک اکسید (NO)، یا نیتروژن مونوکسید، عدد اکسایش نیتروژن ۲+
- نیتروژن دی‌اکسید (NO۲)، عدد اکسایش نیتروژن ۴+
- نیتروژن تری‌اکسید (NO۳)، یا رادیکال نیترات، عدد اکسایش نیتروژن ۶+
- نیترو اکسید (N۲O)، یا دی‌نیتروژن مونوکسید، اعداد اکسایش نیتروژن‌ها ۰ و ۲+ یا ۱- و ۳+
- دی‌نیتروژن دی‌اکسید (N۲O۲)، دیمر نیتریک اکسید، عدد اکسایش نیتروژن‌ها ۲+
- دی‌نیتروژن تری‌اکسید (N۲O۳)، اعداد اکسایش نیتروژن‌ها ۲+ و ۴+
- دی‌نیتروژن تتروکسید (N۲O۴)، دیمر نیتروژن دی‌اکسید، عدد اکسایش نیتروژن‌ها ۴+
- دی‌نیتروژن پنتوکسید (N۲O۵)، یا نیترونیم نیترات −[NO۲]+[NO۳]، عدد اکسایش نیتروژن‌ها ۵+
- نیتروسیل‌آزید (N۴O)، اعداد اکسایش نیتروژن‌ها ۱- و ۰ و ۱+ و ۲+
- اکساتترآزول (N۴O)، اعداد اکسایش نیتروژن‌ها ۰ و ۱+
- تری‌نیترآمید (N(NO۲)۳ و N۴O۶)، اعداد اکسایش نیتروژن‌ها ۰ و ۴+

## آنیون‌ها
- نیتروکسید (-
NO)
- نیتریت (-
۲NO)
- نیترات (-
۳NO)
- پروکسی‌نیتریت (-
۲ONO)
- پروکسی‌نیترات (-
۳ONO)
- اورتونیترات (-۳
۴NO)
- هیپونیتریت (-۲
۲N
۲O)
- تری‌اکسودی‌نیترات (-۲
۳N
۲O)، یا هیپونیترات
- نیتروکسیلات (-۴
۴N
۲O)
- دی‌نیترآمید (-
۴N
۳O)

## کاتیون‌ها
- نیتروسونیم (+
NO)
- نیترونیم (+
۲NO)

## علوم جوی
در شیمی اتمسفری:
- NOx (یا NOx) اشاره به آمیخته‌ی NO و NO۲ دارد.
- NOy (یا NOy) مجموع تمام گونه‌های اکسیده‌ی نیتروژنی اتمسفر (برای مثال: NOx + HNO۳ + HNO۲ + سایر) است.
- NOz  (یا NOz) شامل NOyهایی است که در خارج از گروه NOx هستند.

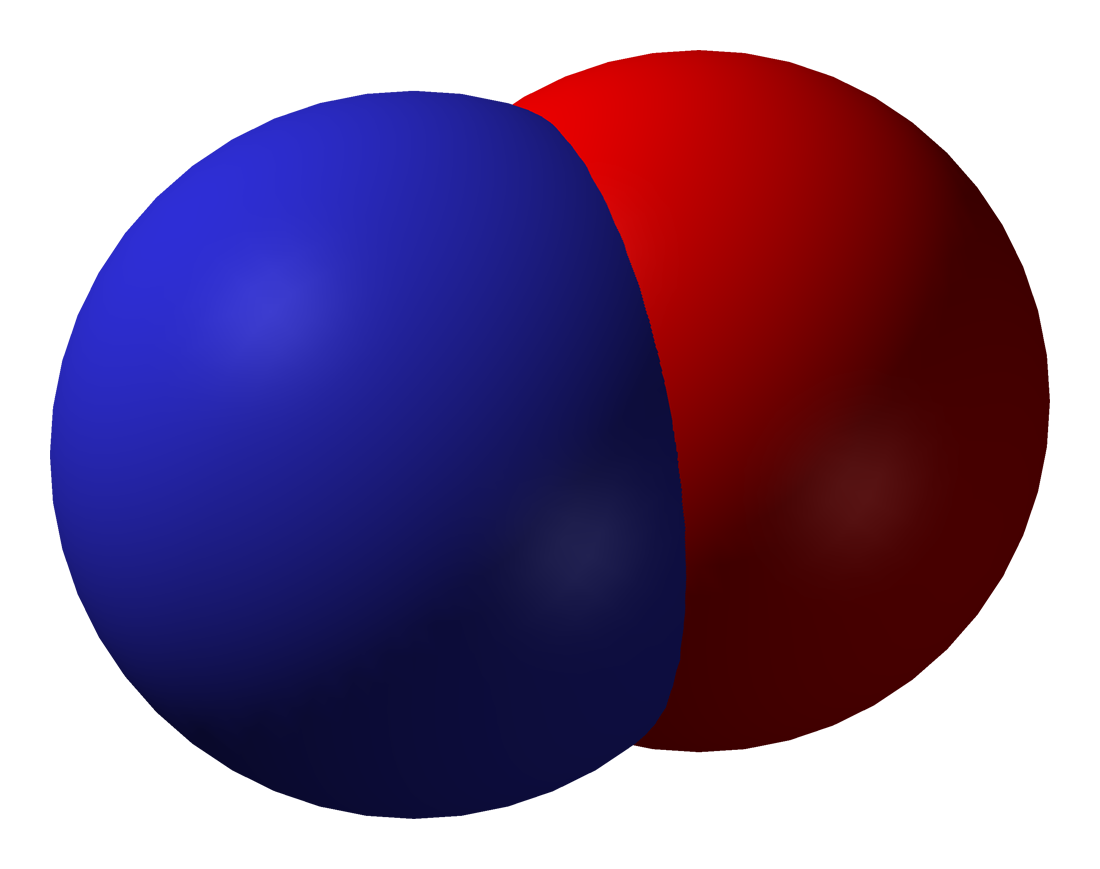
نیتریک اکسید، NO
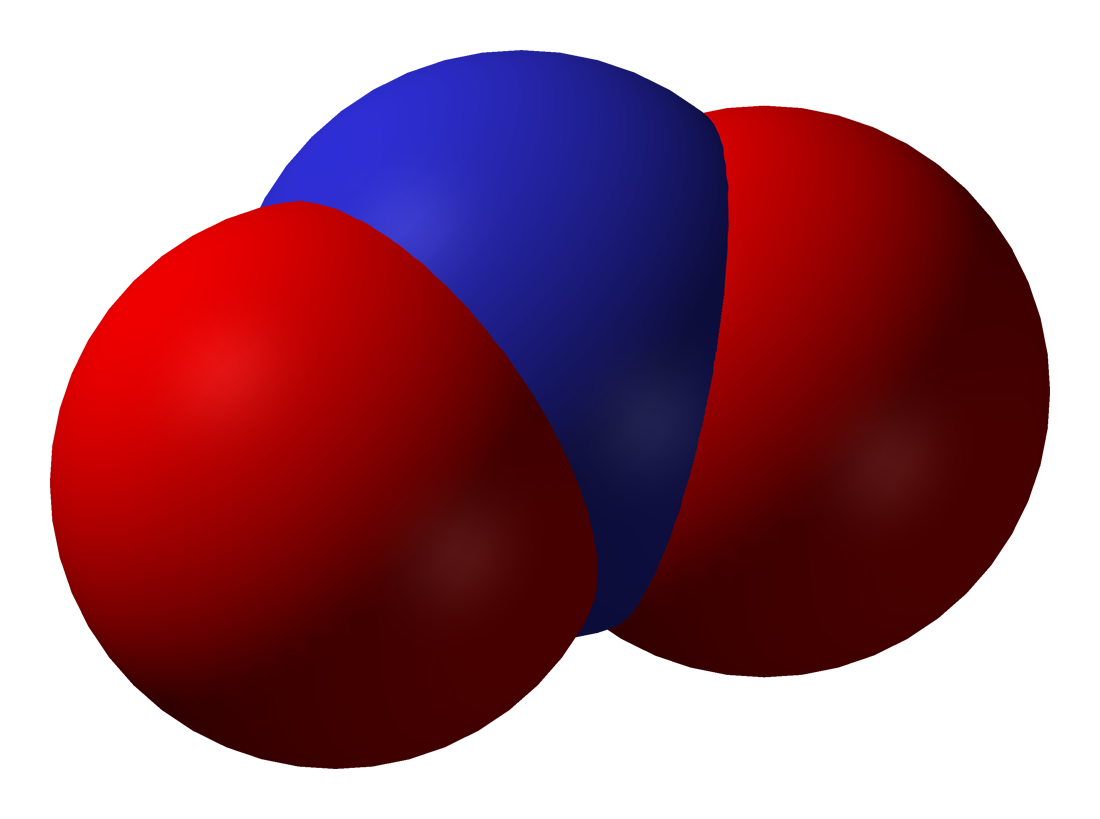
نیتروژن دی‌اکسید، NO۲
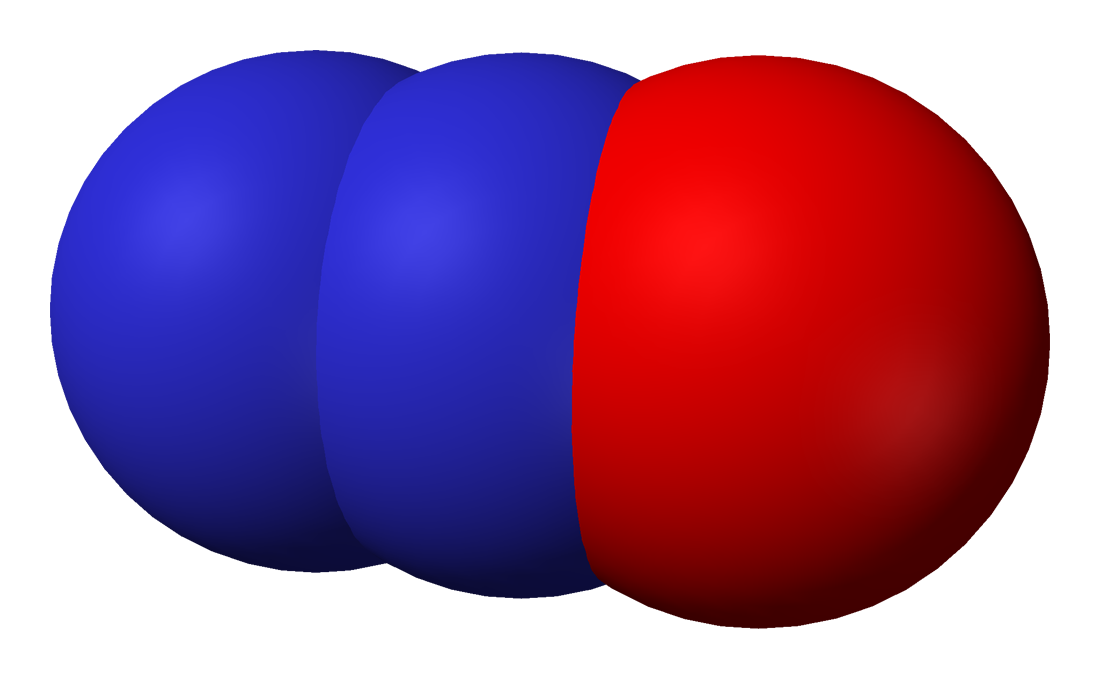
نیترو اکسید، N۲O
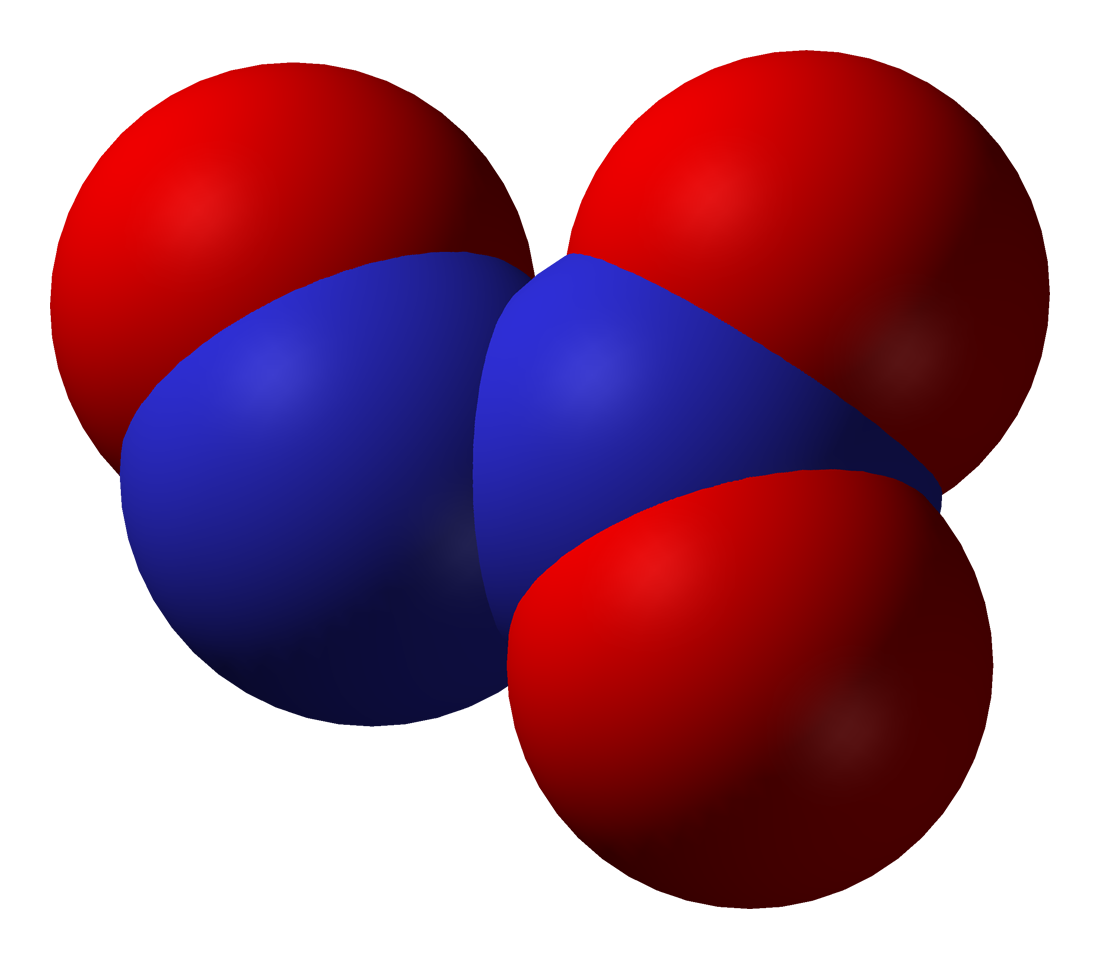
دی‌نیتروژن تری‌اکسید، N۲O۳
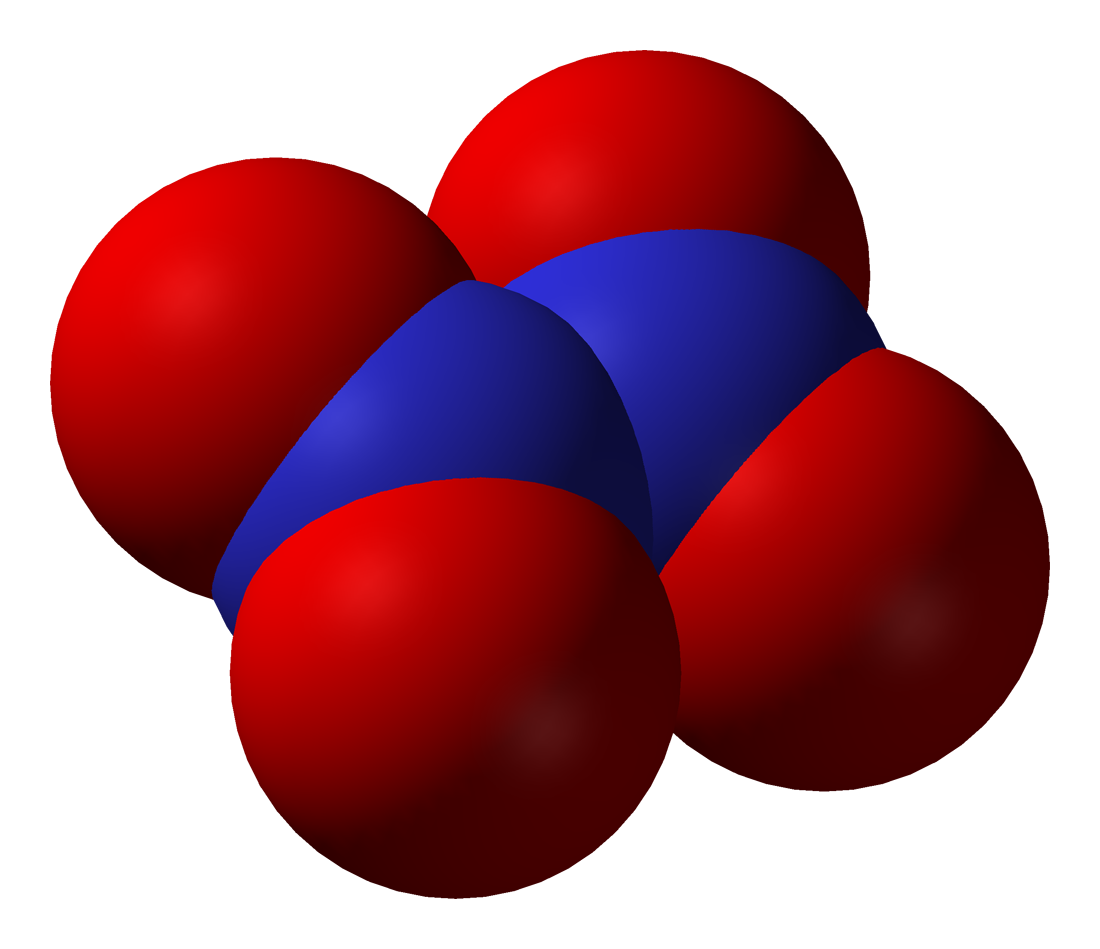
دی‌نیتروژن تتروکسید، N۲O۴
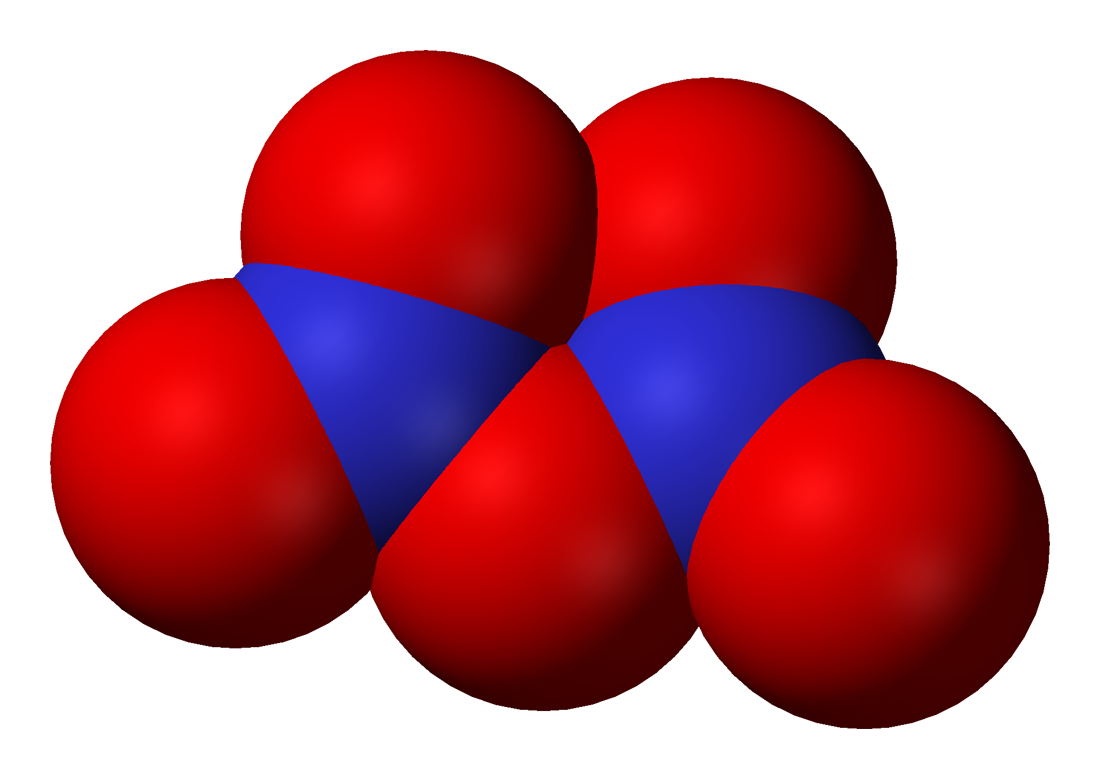
دی‌نیتروژن پنتوکسید, N۲O۵
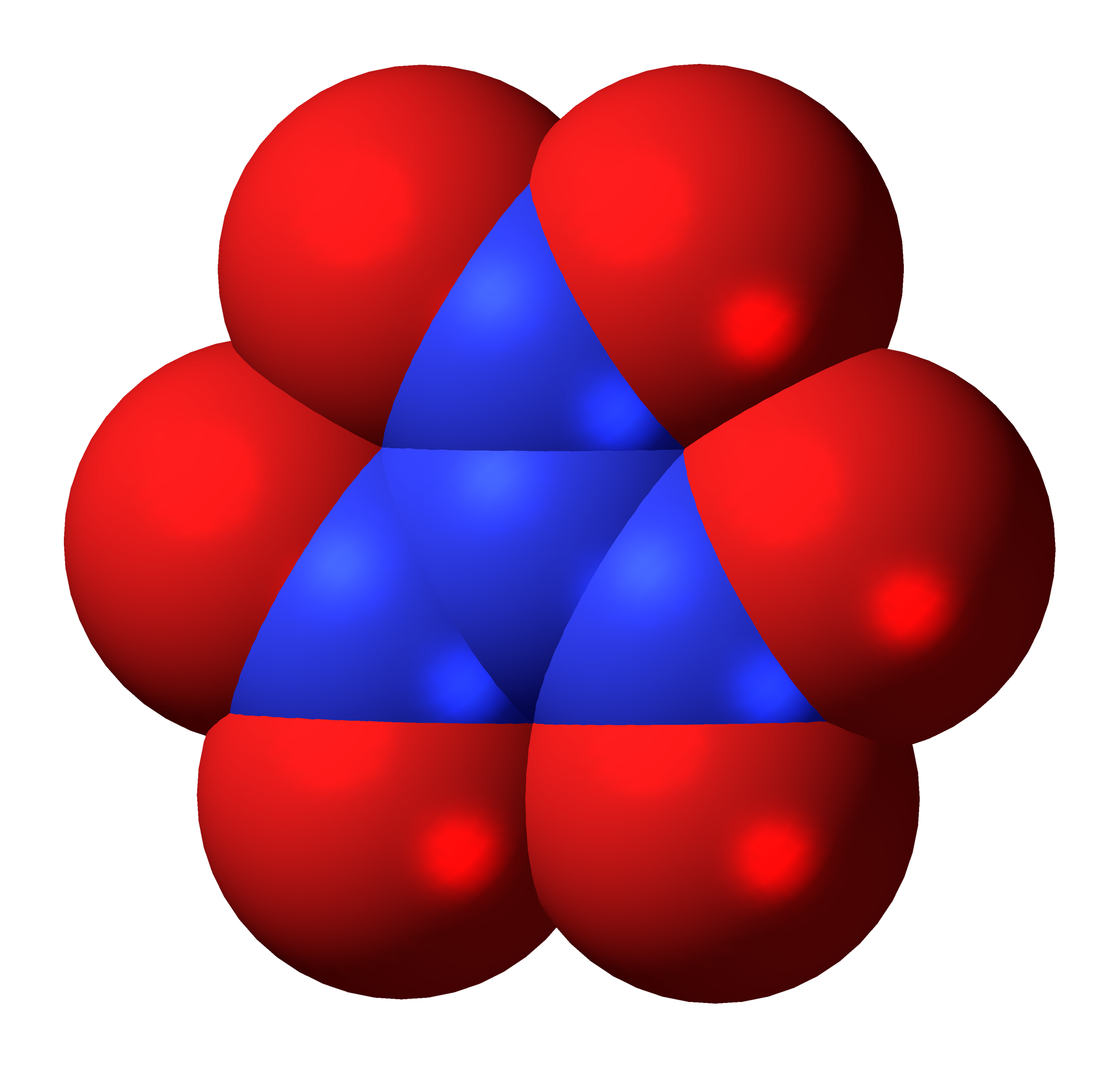
تری‌نیترآمید، N۴O۶